# Fotskäls distrikt
Fotskäls distrikt är ett distrikt i Marks kommun och Västra Götalands län. 
Distriktet ligger sydväst om Kinna. 

## Tidigare administrativ tillhörighet
Distriktet inrättades 2016 och utgörs av socknen Fotskäl i Marks kommun.
Området motsvarar den omfattning Fotskäls församling hade vid årsskiftet 1999/2000.